# Aliaksandra Pankina
Aliaksandra Pankina (rus: Александра Юрьевна Панькина)  (Bikhau, 2 de gener de 1972) és una remadora belarussa, ja retirada, vencedora d'una medalla olímpica.
El 1996 va prendre part en els Jocs Olímpics d'Estiu d'Atlanta, on va guanyar la medalla de bronze en la prova del vuit amb timoner del programa de rem.